# Precis (djur)

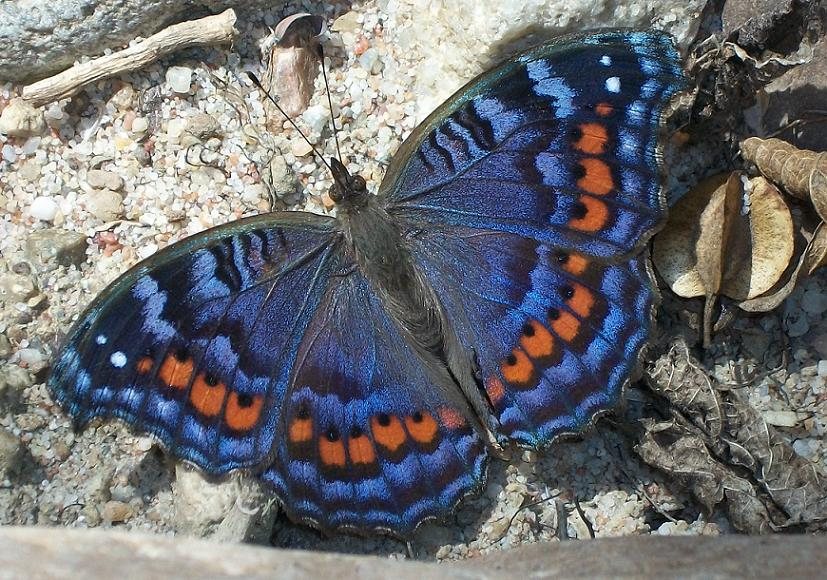
Precis octavia, fotograferad i KwaZulu-Natal i Sydafrika.

Precis är ett släkte av fjärilar. Precis ingår i familjen praktfjärilar (Nymphalidae).

## Bildgalleri

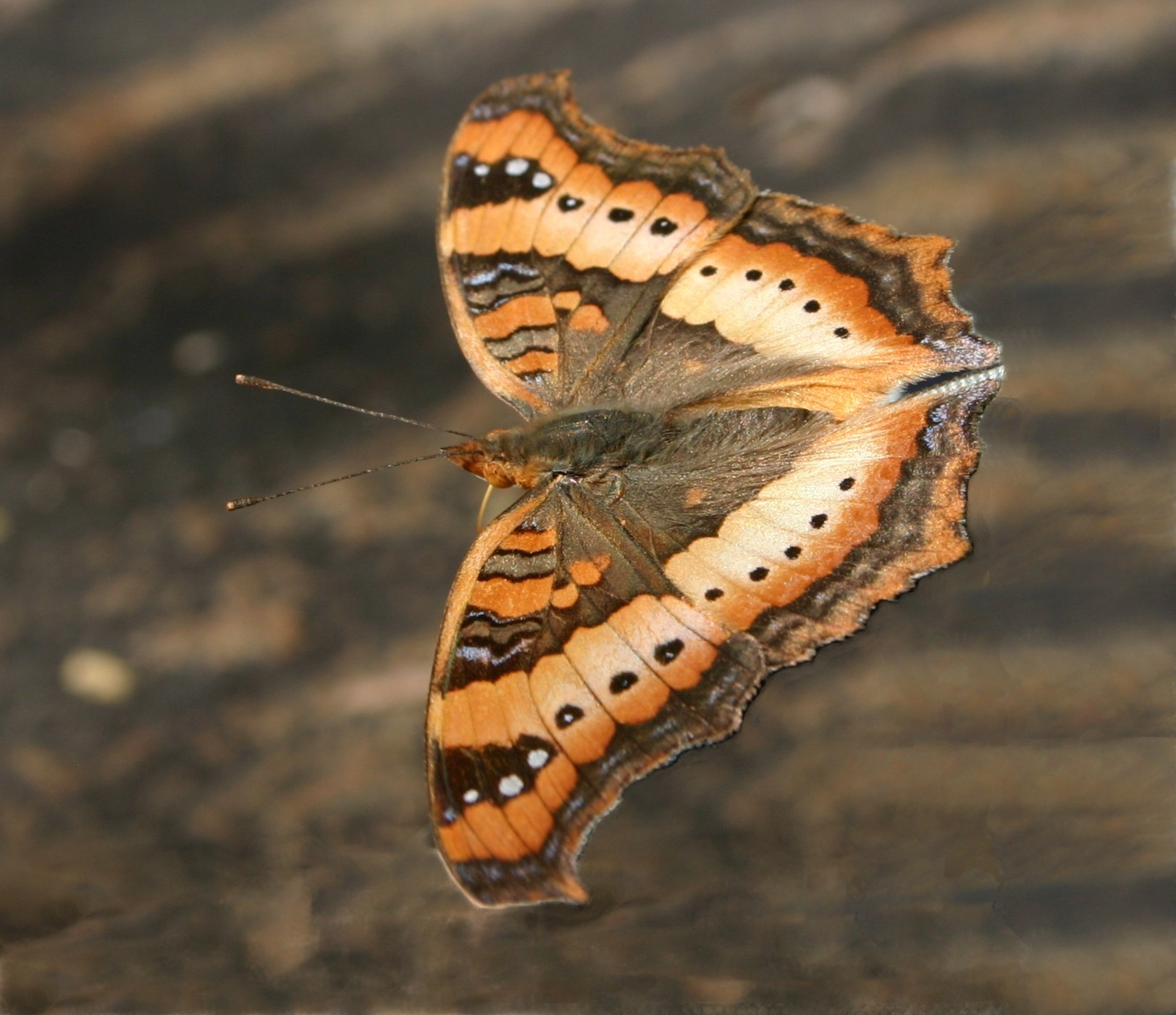

## Dottertaxa tillPrecis, i alfabetisk ordning[1]
- Precis achaeus
- Precis actia
- Precis adulatrix
- Precis africana
- Precis albofasciata
- Precis amestris
- Precis ammonia
- Precis andremiaja
- Precis antilope
- Precis archesia
- Precis aurorina
- Precis boisduvali
- Precis caffraria
- Precis calescens
- Precis ceruana
- Precis ceryne
- Precis chapunga
- Precis coelestina
- Precis coryndoni
- Precis cuama
- Precis emma
- Precis eurodoce
- Precis falcifera
- Precis frobeniusi
- Precis furcata
- Precis furcifera
- Precis fuscescens
- Precis galami
- Precis guruana
- Precis harpyia
- Precis ibris
- Precis inornata
- Precis intermedia
- Precis ionia
- Precis jordani
- Precis kakamega
- Precis kowara
- Precis kuala
- Precis laodice
- Precis laodora
- Precis limnoria
- Precis micromera
- Precis milonia
- Precis miotoni
- Precis monroviana
- Precis moyambensis
- Precis musa
- Precis naib
- Precis nairobicus
- Precis natalensis
- Precis niveistictus
- Precis obscura
- Precis obscurans
- Precis obscurata
- Precis obsoleta
- Precis octavia
- Precis parvipunctis
- Precis pavonina
- Precis pelarga
- Precis pelargoides
- Precis pelasgis
- Precis permagna
- Precis petersi
- Precis proetigiana
- Precis pyriformis
- Precis rubrofasciata
- Precis schmiedeli
- Precis semitypica
- Precis serena
- Precis sesamus
- Precis silvicola
- Precis simia
- Precis singha
- Precis sinuata
- Precis staudingeri
- Precis striata
- Precis susani
- Precis taveta
- Precis touhilimasa
- Precis transiens
- Precis trimenii
- Precis trullus
- Precis tugela
- Precis tukuoa
- Precis ugandensis
- Precis vetula
- Precis wintgensi